# Culsu
En la mitología etrusca, Culsu es una furia alada y bifronte (con dos caras) que vigila sobre la puerta de entrada del inframundo. Sus atributos principales eran una antorcha y un par de tijeras, probablemente simbolizando la definitiva ruptura con el mundo de los vivos al cruzar el portal que custodia. El nombre de Culsu se ha encontrado sobre dos inscripciones, una de las cuales atestigua la existencia de un culto específico dedicado a la deidad. El nombre Culsu está etimológicamente relacionado con el de Culsans, en este caso una deidad masculina, el equivalente etrusco del dios Jano romano (también bifronte como Culsu).